# Ride (Twenty One Pilots)
Ride è un singolo del duo musicale statunitense Twenty One Pilots, pubblicato il 12 maggio 2015 come quinto estratto dal quarto album in studio Blurryface.

## Descrizione
Il brano, il quinto di Blurryface rivelato al pubblico prima della sua uscita, ha forti sonorità reggae, dub ed elettropop pondera questioni sull'argomento vita, morte e loro significato. È stato suonato per la prima volta il 12 maggio 2015 a Manchester, il giorno dopo essere stato pubblicato su YouTube. Come Stressed Out, anche Ride ha ottenuto un discreto successo nelle classifiche internazionali a partire dal 2016. Insieme a Stressed Out e Heathens, si è diviso il primo posto nella Hot Rock & Alternative Songs di Billboard per oltre 65 settimane, rendendo i Twenty One Pilots l'artista di maggior successo nella storia della classifica. Ha riscosso un grande successo commerciale a livello internazionale, e ha ricevuto la certificazione del disco di diamante in tre diversi Paesi: Stati Uniti, Francia e Polonia.

## Video musicale
Il video musicale, pubblicato il 13 maggio 2015 con la direzione di Mark C. Eshleman e la produzione della Reel Bear Media, mostra i Twenty One Pilots suonare il brano in una foresta di notte.

## Tracce
Testi e musiche di Tyler Joseph.
Download digitale
1. Ride – 3:34

CD
1. Ride (Standard Version) – 3:34
2. Ride (MSTR Rogers Remix) – 3:24

CD promozionale
1. Ride (Standard Version) – 3:34
2. Ride (MSTR Rogers Remix) – 3:24
3. Ride (Jay Mac Remix) – 4:19
4. Ride (Jay Mac Instrumental) – 4:18

## Formazione
Twenty One Pilots
- Tyler Joseph – voce, programmazione, organo
- Josh Dun – batteria

Altri musicisti
- Ricky Reed – programmazione, basso

Produzione
- Tyler Joseph – produzione esecutiva, coproduzione
- Chris Woltman – produzione esecutiva
- Ricky Reed – produzione esecutiva, produzione
- Neal Avron – missaggio
- Scott Skrzynski – assistenza al missaggio
- Chris Gehringer – mastering
- Joe Viers – ingegneria del suono
- Drew Kapner – ingegneria del suono
- Alex Gruszecki – assistenza tecnica

## Classifiche

### Classifiche settimanali
| Classifica (2016-23)             | Posizione massima |
| -------------------------------- | ----------------- |
| Australia                        | 18                |
| Austria                          | 7                 |
| Belgio (Fiandre)                 | 12                |
| Belgio (Vallonia)                | 11                |
| Canada                           | 13                |
| Danimarca                        | 40                |
| Francia                          | 12                |
| Germania                         | 21                |
| Irlanda                          | 38                |
| Italia                           | 23                |
| Norvegia                         | 25                |
| Nuova Zelanda                    | 10                |
| Paesi Bassi                      | 33                |
| Paraguay                         | 200               |
| Portogallo                       | 34                |
| Regno Unito                      | 47                |
| Repubblica Ceca                  | 10                |
| Spagna                           | 33                |
| Stati Uniti                      | 5                 |
| Stati Uniti (alternative)        | 1                 |
| Stati Uniti (adult top 40)       | 5                 |
| Stati Uniti (rock & alternative) | 1                 |
| Svezia                           | 50                |
| Svizzera                         | 22                |
| Ungheria                         | 40                |

### Classifiche di fine anno
| Classifica (2015)                | Posizione |
| -------------------------------- | --------- |
| Stati Uniti (rock)               | 30        |
| Classifica (2016)                | Posizione |
| Australia                        | 71        |
| Austria                          | 29        |
| Canada                           | 28        |
| Italia                           | 50        |
| Nuova Zelanda                    | 40        |
| Stati Uniti                      | 20        |
| Stati Uniti (adult contemporary) | 42        |
| Stati Uniti (adult top 40)       | 13        |
| Stati Uniti (alternative)        | 2         |
| Stati Uniti (rock)               | 2         |
| Svizzera                         | 58        |
| Classifica (2017)                | Posizione |
| Stati Uniti (rock)               | 6         |